# Neoamerioppia chavinensis
Neoamerioppia chavinensis är en kvalsterart som först beskrevs av Hammer 1961.  Neoamerioppia chavinensis ingår i släktet Neoamerioppia och familjen Oppiidae. Inga underarter finns listade i Catalogue of Life.